# Воложка (приток Вятки)
Воложка (Ройка) — река в России, протекает в Уржумском районе Кировской области. Устье реки находится в 208 км по правому берегу реки Вятки. Длина реки составляет 31 км, площадь водосборного бассейна 217 км². В 7,6 км от устья принимает слева реку Шечку. В верхнем и среднем течении обозначена на картах как Ройка, в нижнем — Воложка.
Исток реки Ройки у села Лазарево (центра Лазаревского сельского поселения) близ границы с Марий Эл. Река течёт на северо-восток, протекает деревни Лазарево и Танабаево, село Большой Рой. Ниже последнего река принимает слева крупнейший приток, Шечку, и входит на заболоченную пойму Вятки. Здесь река поворачивает на юг и некоторое время течёт по заболоченной местности параллельно Вятке. Русло реки здесь на некоторых участках теряется в болотах. Впадает Воложка в Вятку у деревни Шишкино. Притоки — Шечка (левый), Одинурка (правый).

## Данные водного реестра
По данным государственного водного реестра России относится к Камскому бассейновому округу, водохозяйственный участок реки — Вятка от водомерного поста посёлка городского типа Аркуль до города Вятские Поляны, речной подбассейн реки — Вятка. Речной бассейн реки — Кама.
Код объекта в государственном водном реестре — 10010300512111100039955.

## В культуре
- рассказ С. Романовского «Глоток из Воложки». Сборник «Пушка из красной меди», М., Детская литература, 1976 г.